# Gebhard Ziller
Gebhard Ziller (* 17. März 1932 in Konstanz; † 10. März 2024) war ein deutscher Jurist und Verwaltungsbeamter.

## Leben
Gebhard Ziller schloss sein rechtswissenschaftliches Studium mit Promotion ab. Seit dem Studium war er Mitglied der katholischen Studentenverbindung KStV Alamannia Tübingen und später wurde er noch ehrenhalber Mitglied der KStV Arminia Bonn, beide im KV. Von 1976 bis 1978 war er Staatssekretär im Niedersächsischen Sozialministerium, vom 1. Juli 1978 bis zum 3. April 1987 Direktor des Bundesrates und anschließend von 1987 bis 1996 Beamteter Staatssekretär im Bundesministerium für Forschung und Technologie.

## Ehrungen
- 1982: Verdienstkreuz 1. Klasse der Bundesrepublik Deutschland
- 1986: Großes Verdienstkreuz der Bundesrepublik Deutschland